# Kronos (azienda)
Kronos è una casa orologiera spagnola.

## Storia
Carlos Vendrell, figlio di una famiglia di orologieri nel settore fin dal 1840, fonda, a Barcellona, Kronos nel 1930. Alla morte del fondatore, gli succede il figlio Luis.
L'azienda si fa conoscere non solo per orologi da polso, che montano meccanismi svizzeri di terze parti, ma anche per pendole e orologi da tavolo.
Negli anni ’60 il marchio Kronos ottiene grande impulso e nascono diversi orologi importanti per il brand, come il modello referenza 539, un cronografo bi-compax che in origine montava un movimento Venus 175 e riproposto anche nei decenni successivi con altra estetica e meccanismi cronografici diversi.
Un altro orologio di successo della casa è il diver K200, recentemente ribattezzato K300 e dotato anche di valvola per l'elio.
Kronos oggi è un marchio di proprietà di Union Suiza, gioielleria che è concessionaria di numerose case orologiere di lusso.

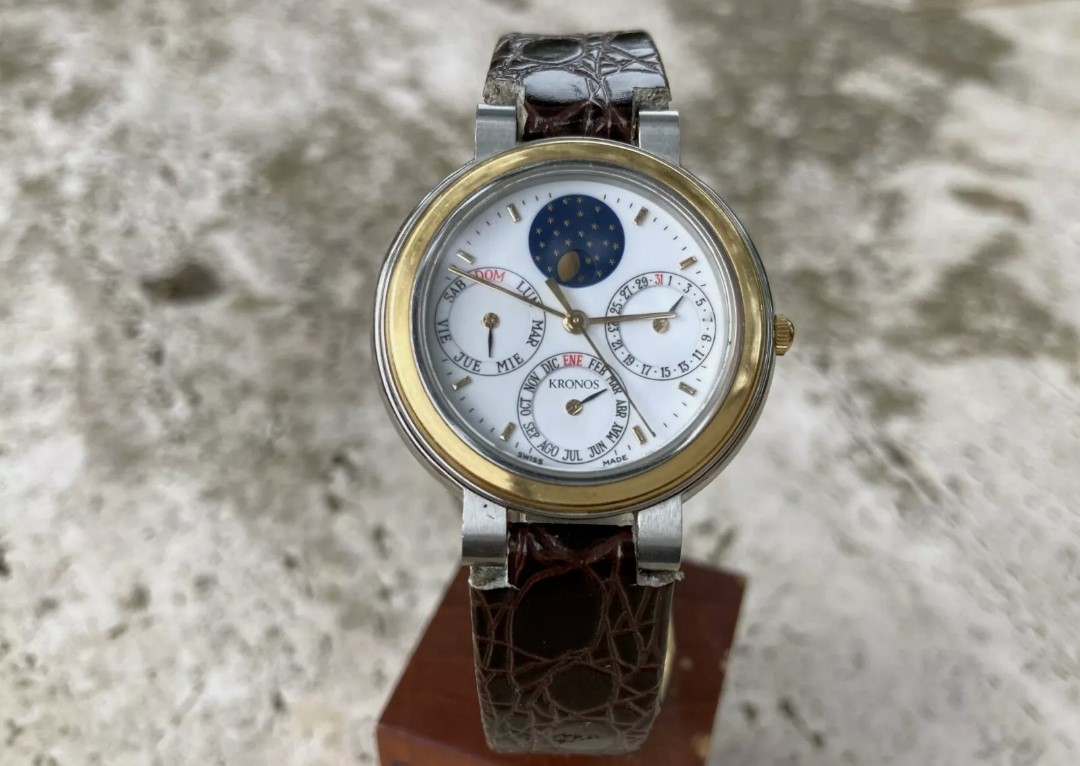
Kronos al quarzo con calendario completo, fine anni '80-inizio anni '90